# 呜呼，青春岁月
《呜呼，青春岁月》是日本二人组合柚子的第9张单曲。2000年5月31日由其所属公司Senha&Company发售。本作使柚子第一次登上日本Oricon公信榜首位。
单曲封面插画由漫画家本宫宏志绘制。

## 收录曲
1. 呜呼，青春岁月　（4:27）
  - 作詞・作曲: 北川悠仁
2. 人生芸無　（3:37）
  - 作詞・作曲: 岩泽厚治
3. 微光之城　（3:34）
  - 作詞・作曲: 岩泽厚治